# De spektakelmaatschappij

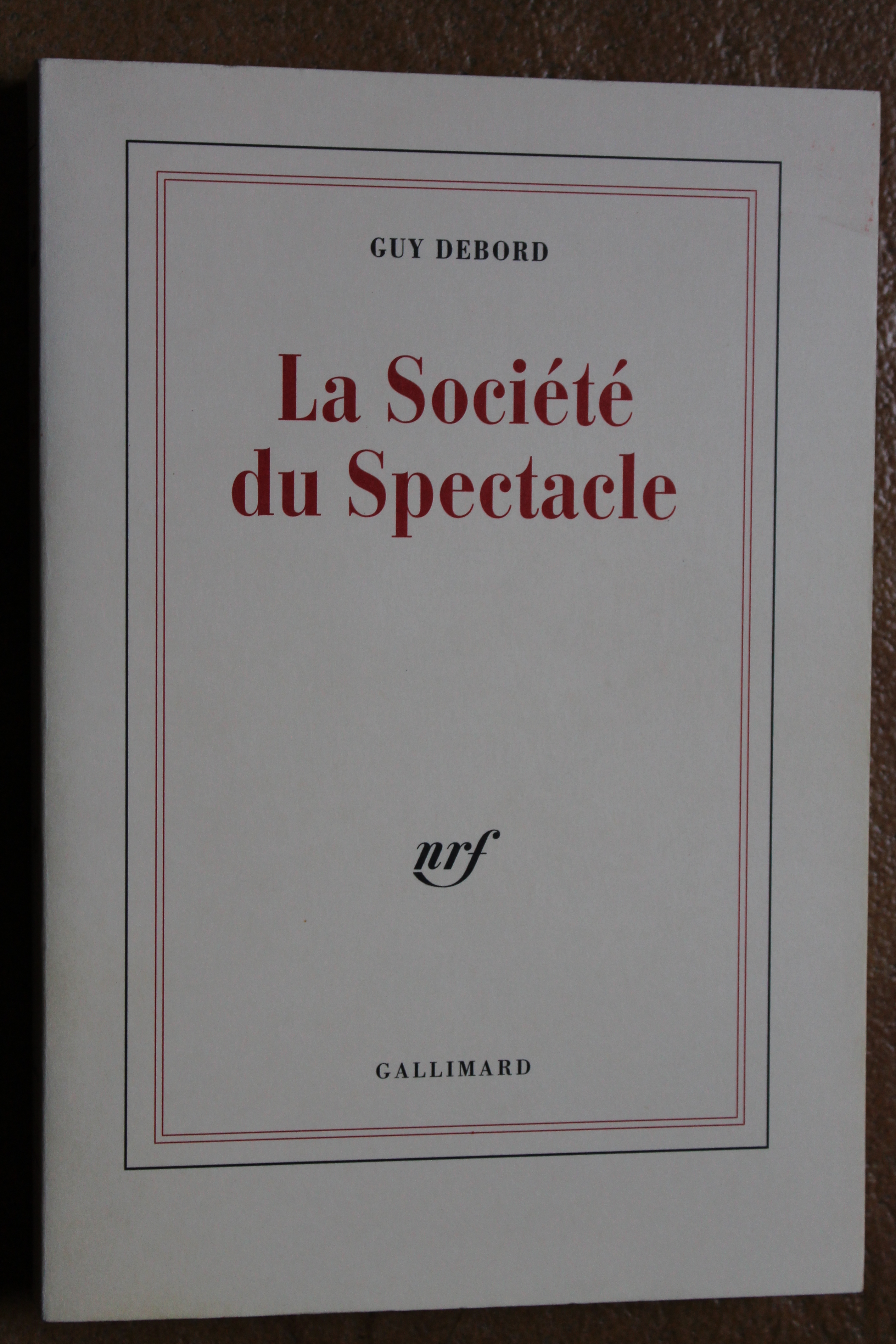
Voorkant

De spektakelmaatschappij, oorspronkelijk Frans: La Société du spectacle, is een boek van de Franse situationistische denker Guy Debord, gepubliceerd in 1967.
In het werk, dat geschreven is als een reeks van 221 polemische stellingen, beschrijft Debord de westerse consumptiemaatschappij als beheerst door het "spektakel", niet te verwarren met het schouwspel van massamedia en reclame in engere zin. Het allesoverheersende spektakel is een nieuwe vorm van vervreemding die het door Marx gesignaleerde warenfetisjisme overstijgt, doordat het de overdreven nadruk op het "hebben", op het eigendom vervangt door het abstractere "verschijnen", op het imago. In de spektakelmaatschappij, schrijft Debord, is "de waarneembare wereld vervangen [...] door een keur van beelden die erboven staat," terwijl deze beelden worden gepresenteerd "als het waarneembare bij uitstek."
Daarnaast bekritiseert Debord in het werk de sociaaldemocratie en het communisme, die beide de massa in de mal van vertegenwoordiging hebben gegoten. In plaats daarvan pleit Debord voor een radicale, directe democratie.
Debord maakte in 1973 ook een film met de titel La Société du spectacle, gebaseerd op de ideeën die hij in het boek uiteenzet.